# 高阶函数
在数学和计算机科学中，高阶函数是至少满足下列一个条件的函数：
- 接受一个或多个函数作为输入
- 输出一个函数

在数学中它们也叫做算子（运算符）或泛函。微积分中的导数就是常见的例子，因为它映射一个函数到另一个函数。
在无类型lambda演算，所有函数都是高阶的；在有类型lambda演算中，高阶函数一般是那些函數型別包含多于一个箭头的函数。在函数式编程中，返回另一个函数的高阶函数被称为Curry化的函数。

## 一般性例子
在很多函数式编程语言中能找到的map函数是高阶函数的一个例子。它接受一个函数f作为参数，并返回接受一个列表并应用f到它的每个元素的一个函数。高阶函数的其他例子包括:
- 常量函数λx.λy.x。
- 排序函数，接受一个比较函数作为参数。
- filter函数
- fold函数
- apply函数
- 函数复合
- 积分
- 回调函数
- 蒙塔古文法

## 範例
這是一個Python 脚本语言的例子，其中函式g()有一引數以及回傳一函數.這個例子會列印100 ( g(f,7)= (7+3)×(7+3) ).
```
def
 
f
(
x
):

    
return
 
x
 
+
 
3

def
 
g
(
function
,
 
x
):

    
return
 
function
(
x
)
 
*
 
function
(
x
)

print
 
g
(
f
,
 
7
)

```

下列是Scheme語言的例子，函數g()有一引數以及回傳一函數。函數a()取得一值並加上7，再回傳，（例如a(3)=10）。
```
(
define
(
g
 
x
)

  
(
lambda
 
(
y
)
 
(
+
 
x
 
y
)))

(
define
 
a
 
(
g
 
7
))

(
display
 
(
a
 
3
))

```